# یواس‌اس ترزا (آی‌دی-۴۴۷۸)
یواس‌اس ترزا (آی‌دی-۴۴۷۸) (به انگلیسی: USS Teresa (ID-4478)) یک کشتی بود که طول آن ۲۷۶ فوت ۹ اینچ (۸۴٫۳۵ متر) بود. این کشتی در سال ۱۹۰۰ ساخته شد.